# Elezioni politiche in Italia del 1867
Le elezioni politiche in Italia del 1867 si svolsero il 10 marzo (1º turno) e il 17 marzo (ballottaggi) 1867.

## Partecipazione al voto
|                  | 1º Turno | Ballottagio   |
| ---------------- | -------- | ------------- |
| Votanti          | 258.243  | 155.317       |
| Elettori         | 498.208  | circa 282.909 |
| Affluenza        | 51,8%    | 54,9%         |
| Seggi proclamati | 233      | 260           |

## Risultati
| Liste                 | I turno | I turno | I turno | II turno | Totale seggi |
| Liste                 | Voti    | %       | Seggi   | Seggi    | Totale seggi |
| --------------------- | ------- | ------- | ------- | -------- | ------------ |
| Destra storica        |         | 35,7    | 56      | 95       | 151          |
| Sinistra storica      |         | 30,1    | 121     | 104      | 225          |
| Estrema               |         | 2,7     | -       | -        | -            |
| Eletti non definibili |         | 0,7     | -       | -        | 43           |
| Altri                 |         | 30,8    | 31      | 43       | 74           |
| Totale                |         | 100     | 208     | 242      | 493          |
| Votanti               | 276.523 | 54,8    |         |          |              |
| Elettori              | 504.265 |         |         |          |              |

Fonte: Archivio storico de La Stampa